# Rudolf Siemering
Rudolf Siemering (ur. 10 sierpnia 1835 w Królewcu, zm. 23 stycznia 1905 w Berlinie) – niemiecki rzeźbiarz.
Artysta specjalizował się w wielkich pomnikach postaci historycznych. Od 1858 roku związany ściśle z Akademią Berlińską.
Zachowane dzieła:
- konny posąg Jerzego Waszyngtona z 1882 roku w Filadelfii
- pomnik Haydna, Mozarta i Beethovena w Berlinie, odrestaurowany w 2007
- posągi mistrzów zakonu krzyżackiego: Hermanna von Salzy, Siegfrieda von Feuchtwangena, Winricha von Kniprode oraz Albrechta von Hohenzollerna-Ansbacha na zamku w Malborku, stanowiące pierwotnie część malborskiego pomnika Fryderyka II Wielkiego z 1877 roku, zniszczonego po 1945
- pomnik Lutra w Eisleben, odsłonięty w 1883 w czterechsetną rocznicę jego urodzin. Wykonany w dwóch identycznych, odlanych z jednej formy egzemplarzach, z których jeden 10 listopada 1883 ustawiono w gdańskim kościele mariackim; w 1946 wywieziony na złom (Pomnik Marcina Lutra w Gdańsku)[1].

## Galeria

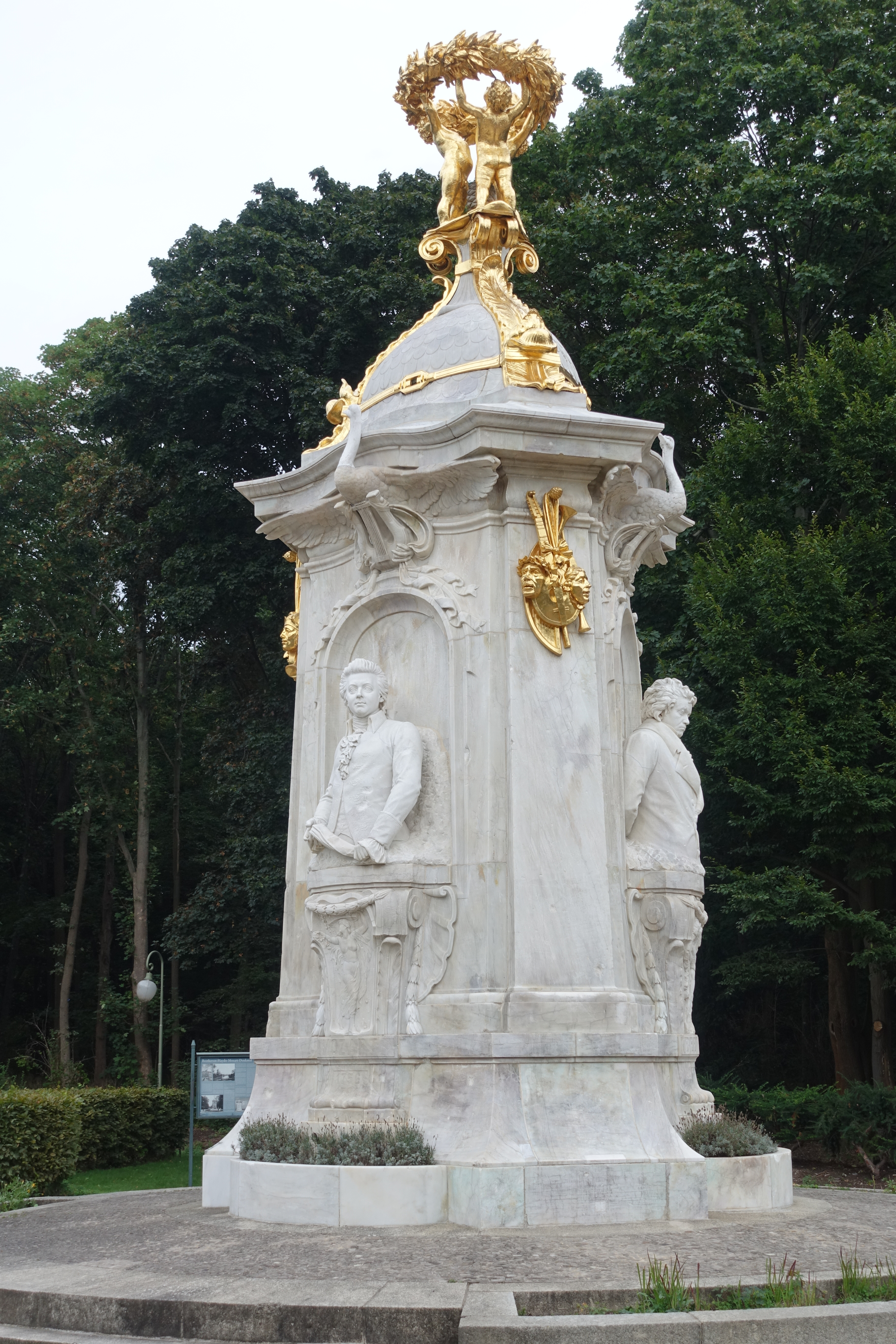
pomnik Haydna, Mozarta i Beethovena w Berlinie
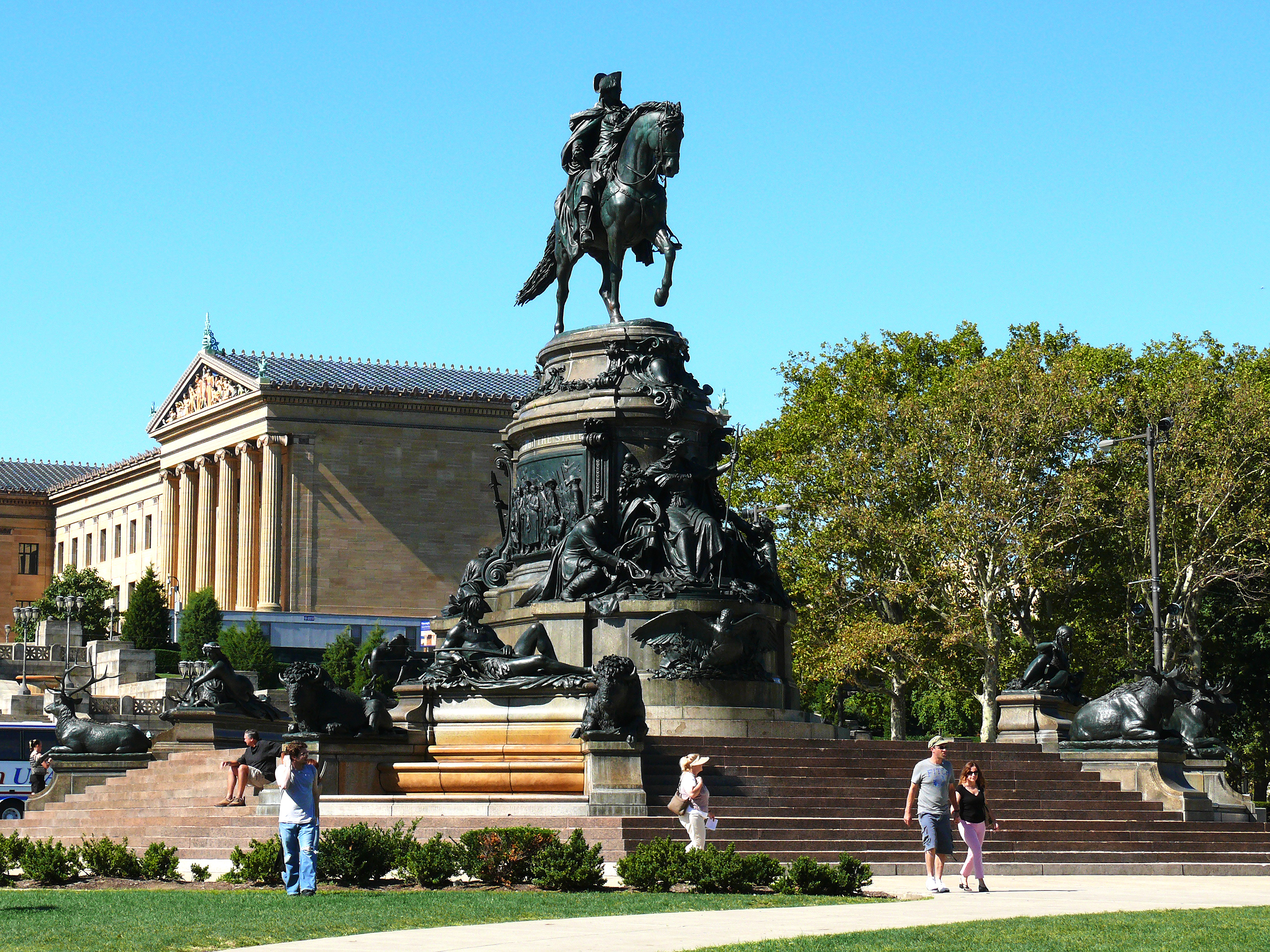
Pomnik Waszyngtona w Filadelfii
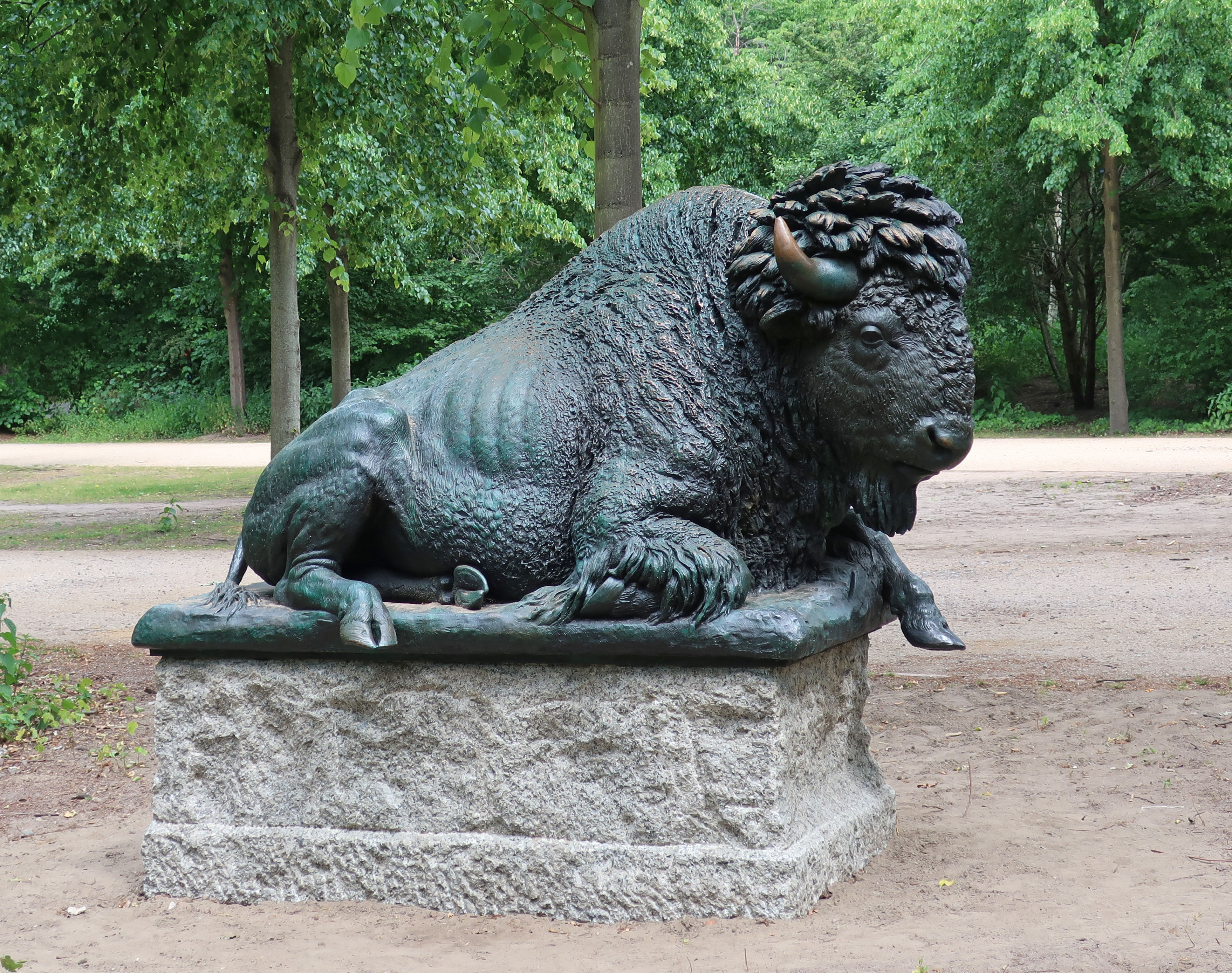
Pomnik „Leżący bizon II” w ogrodzie zoologicznym w Berlinie